# 乌江镇 (播州区)
乌江镇，是中华人民共和国贵州省遵义市播州区下辖的一个镇。

## 行政区划
乌江镇下辖以下地区：
乌江社区、老君关村、养龙村、核桃村和坪塘村。